# Ludmila Zeman
Ludmila Zeman (Zlín, 23 aprile 1947) è una produttrice cinematografica e animatrice ceca naturalizzata canadese.
È la figlia del regista Karel Zeman.
Si è laureata presso il collegio d'arte di Uherské Hradiště. Ha lavorato come assistente di suo padre per i suoi ultimi film e ha sposato Eugen Spálený, animatore principale del suo studio. Hanno avuto due figlie, Linda e Malvinia, e ha intrapreso la carriera di scrittrice di fiabe e di cartonista per bambini.
Nel 1983 insieme a suo marito fu invitata ad insegnare tecnica cinematografica alla Emily Carr University of Art and Design di Vancouver. Quando la coppia tentò di emigrare, il governo comunista cecoslovacco rifiutò loro il permesso, accusandoli di avere tendenze filo-occidentali. Nell'estate del 1984 la famiglia fuggì attraverso la Jugoslavia in un campo profughi in Austria, arrivando infine in Canada.
The Cedar Tree of Life, un segmento animato di trenta secondi prodotto dalla coppia per l'edizione canadese di Sesame Street, attirò l'attenzione del National Film Board of Canada, che invitò la coppia a realizzare un cortometraggio su un argomento a loro scelta. Il film Lord of the Sky basato sui miti delle prime nazioni canadesi del Nord Pacifico e prodotto utilizzando ritagli di carta vinse undici premi internazionali, tra cui un nastro blu all'American Film Festival nel 1993. Inoltre fu presentato al Sundance Film Festival l'anno successivo e fu selezionato per una nomination al Premio Oscar. 
Dopo Lord of the Sky, Zeman e Spálený hanno prodotto un lungometraggio animato basato su l'Epopea di Gilgamesh. Karel Zeman aveva presentato l'epopea, che era tra i suoi libri preferiti, a Ludmila quando aveva undici anni. Il concetto è stato infine sviluppato in una trilogia di libri per bambini scritti e illustrati da Zeman: Gilgamesh the King (1991), The Revenge of Ishtar (1993) e The Last Quest of Gilgamesh (1995). L'ultimo libro della trilogia ha vinto il Premio del Governatore Generale del 1995 per l'illustrazione dei bambini. L'Ambasciata del Canada in Giappone ha presentato una mostra del lavoro di Ludmila Zeman a Tokyo nel 2011.